# Pety Petcoff
Pety Petcoff née Angela Juana Petcoff, connue aussi sous le nom de Phety Petcoff, est une costumière, actrice, danseuse et comédienne de théâtre en argentine.

## Biographie
Dans les années 1950, Pety Petcoff débute comme jeune actrice au Théâtre Maipo. En 1958, elle rejoint une autre Compañía Argentina de Grandes Revistas avec le comédien de Buenos Aires Dringue Farías, les acteurs Marcos Zucker, Vicente Rubino, Agustín Castro Miranda, Hector Rivera, Eber Lobato, Luis García Bosch et la première vedette à la mode Ethel Rojo. Sous la direction chorégraphique de Rafael García, ces acteurs présentent des œuvres connues telles que No aflojes Arturo, La que le espera excelencia, El petróleo nuestro de cada día et Si me dejan estudiar "io" lo voy a arreglar.
Au cinéma en 1956, elle participe au tournage du film Estrellas de Buenos Aires réalisé par Kurt Land, sketch entre Alfredo Barbieri, Don Pelele et Oscar Valicelli.
Dans les années 1960, elle se retire du milieu cinématographique pour travailler hors scène, notamment comme costumière pour les grandes stars de la scène nationale, dans des films scénarisés par son mari Carlos Artagnan Petit, dirigeant du Théâtre Maipo.
Elle devient responsable costumière, et forme une équipe de créateurs et créatrices toujours à ses côtés dans l'art difficile d'habiller avec économie, les comédiens et acttrices.

## Filmographie

### Cinéma
- 1956: Estrellas de Buenos Aires.

### Théatre
- Nerón cumple
- No aflojes Arturo
- La que le espera excelencia
- El petróleo nuestro de cada día
- Si me dejan estudiar "io" lo voy a arreglar
- Con el loco era otra cosa (1960), avec Adolfo Linvel, Pedro Quartucci, Diana Lupe, Raimundo Pastore, Trío Charola, Paquita Morel et Vicente La Russa. joué au Théatre El Nacional[1].
- Las piernasmascope de "El Nacional" avec Pepe Arias, Tito Lusiardo, Alfredo Barbieri, Tato Bores et Beba Bidart.

### Costumes
- Buenos Aires versus París (1980), avec Gogó Andreu, Ámbar La Fox et Adolfo García Grau.
- ¡Qué revista...en Tabarís! (1979)
- Stray al gobierno, Marrone al poder (1974), avec Adolfo Stray et José Marrone.
- "¿Por que no?" (1970).
- La novicia rebelde (1969), de Rodgers y Hammerstein II, avec Violeta Rivas et José Cibrián au Théatre Lola Membrives.

## Famille
Elle se marie avec l'acteur et homme d'affaires Carlos Artagnan Petit.